# Stigmatochromis
Stigmatochromis es un género de peces de la familia Cichlidae. Fue descrito por David Henry Eccles y Ethelwynn Trewavas en 1989.

## Especies
- Stigmatochromis macrorhynchos Stauffer, Cleaver-Yoder y Konings, 2011
- Stigmatochromis melanchros Stauffer, Cleaver-Yoder y Konings, 2011
- Stigmatochromis modestus (Günther, 1894)
- Stigmatochromis pholidophorus (Trewavas, 1935)
- Stigmatochromis pleurospilus (Trewavas, 1935)
- Stigmatochromis woodi (Regan, 1922)